# Nicola Rigoni
Nicola Rigoni (Schio, Italia; 12 de noviembre de 1990) es un exfutbolista italiano. Jugaba de centrocampista.

## Trayectoria
Formado en las inferiores del Vicenza, Rigoni debutó por el primer equipo en las semanas finales de la temporada 2006-07 de la Serie B. Tras cuatro años en el club, fichó con el Palermo de la Serie A. Regresó a Vicenza en enero de 2011, a préstamo, y la siguiente temporada fichó nuevamente con el club.
En septiembre de 2012, el centrocampista firmó contrato con el Chievo en la Serie A. Durante su etapa en el club del sur, fue cedido al Vicenza, a la Reggina y al Cittadella.
El 24 de julio de 2019, Rigoni fichó con el Monza de la Serie C.

## Selección nacional
Fue internacional juvenil por Italia.

## Estadísticas
Actualizado al último partido disputado el 8 de mayo de 2022
| Club                | Div.          | Temporada     | Liga  | Liga  | Copas nacionales | Copas nacionales | Copas internacionales | Copas internacionales | Total | Total |
| Club                | Div.          | Temporada     | Part. | Goles | Part.            | Goles            | Part.                 | Goles                 | Part. | Goles |
| ------------------- | ------------- | ------------- | ----- | ----- | ---------------- | ---------------- | --------------------- | --------------------- | ----- | ----- |
| Vicenza · Italia    | 2.ª           | 2006-07       | 1     | 0     | 0                | 0                | —                     | —                     | 1     | 0     |
| Vicenza · Italia    | 2.ª           | 2007-08       | 2     | 0     | 0                | 0                | —                     | —                     | 2     | 0     |
| Vicenza · Italia    | 2.ª           | 2008-09       | 9     | 1     | 0                | 0                | —                     | —                     | 10    | 1     |
| Vicenza · Italia    | 2.ª           | 2009-10       | 19    | 0     | 1                | 0                | —                     | —                     | 20    | 0     |
| Palermo · Italia    | 1.ª           | 2010-11       | 4     | 0     | 1                | 0                | 5                     | 1                     | 9     | 1     |
| Palermo · Italia    | Total club    | Total club    | 4     | 0     | 1                | 0                | 5                     | 1                     | 9     | 1     |
| Vicenza · Italia    | 2.ª           | 2010-11       | 9     | 0     | 0                | 0                | —                     | —                     | 9     | 0     |
| Vicenza · Italia    | 2.ª           | 2011-12       | 28    | 4     | 1                | 0                | —                     | —                     | 29    | 4     |
| Chievo · Italia     | 1.ª           | 2015-16       | 28    | 3     | 0                | 0                | —                     | —                     | 28    | 3     |
| Chievo · Italia     | 1.ª           | 2016-17       | 12    | 1     | 1                | 0                | —                     | —                     | 13    | 1     |
| Chievo · Italia     | 1.ª           | 2017-18       | 15    | 0     | 1                | 0                | —                     | —                     | 16    | 0     |
| Chievo · Italia     | 1.ª           | 2018-19       | 24    | 0     | 2                | 1                | —                     | —                     | 26    | 1     |
| Chievo · Italia     | Total club    | Total club    | 79    | 4     | 4                | 1                | 0                     | 0                     | 83    | 5     |
| Vicenza · Italia    | 2.ª           | 2012-13       | 8     | 1     | 1                | 0                | —                     | —                     | 9     | 1     |
| Vicenza · Italia    | Total club    | Total club    | 76    | 6     | 3                | 0                | 0                     | 0                     | 79    | 6     |
| Reggina · Italia    | 2.ª           | 2013-14       | 16    | 0     | 1                | 0                | —                     | —                     | 17    | 0     |
| Reggina · Italia    | Total club    | Total club    | 16    | 0     | 1                | 0                | 0                     | 0                     | 17    | 0     |
| Cittadella · Italia | 2.ª           | 2013-14       | 16    | 1     | 0                | 0                | —                     | —                     | 16    | 3     |
| Cittadella · Italia | 2.ª           | 2014-15       | 33    | 3     | 0                | 0                | —                     | —                     | 33    | 3     |
| Cittadella · Italia | Total club    | Total club    | 49    | 4     | 0                | 0                | 0                     | 0                     | 49    | 6     |
| Monza · Italia      | 3.ª           | 2019-20       | 14    | 2     | 2                | 0                | —                     | —                     | 16    | 2     |
| Monza · Italia      | 2.ª           | 2020-21       | 1     | 0     | 1                | 0                | —                     | —                     | 2     | 0     |
| Monza · Italia      | 1.ª           | 2022-23       | 0     | 0     | 0                | 0                | —                     | —                     | 0     | 0     |
| Monza · Italia      | Total club    | Total club    | 15    | 2     | 3                | 0                | 0                     | 0                     | 18    | 2     |
| Pescara · Italia    | 2.ª           | 2020-21       | 8     | 1     | —                | —                | —                     | —                     | 8     | 1     |
| Pescara · Italia    | Total club    | Total club    | 8     | 1     | 0                | 0                | 0                     | 0                     | 8     | 1     |
| Cesena · Italia     | 3.ª           | 2021-22       | 19    | 0     | —                | —                | —                     | —                     | 19    | 0     |
| Cesena · Italia     | Total club    | Total club    | 19    | 0     | 0                | 0                | 0                     | 0                     | 19    | 0     |
| Total carrera       | Total carrera | Total carrera | 266   | 17    | 12               | 0                | 5                     | 1                     | 283   | 21    |

## Palmarés

### Títulos nacionales
| Título  | Club  | País   | Año               |
| ------- | ----- | ------ | ----------------- |
| Serie C | Monza | Italia | 2019-20 (Grupo A) |

## Vida personal
Su hermano Luca también es futbolista.